# Dendy
Dendy è un famiclone, prodotto in Asia dall'azienda Steepler e distribuito per il mercato russo dal 1992 al 1996. 

## Storia
Divenne la console più popolare in Asia ed in Russia (soprattutto grazie alle massive pubblicità televisive e cartacee), tanto da diventare quasi un equivalente del NES/Famicom in America del Nord e Giappone, data la totale assenza del Nintendo Entertainment System (se non per altre versioni non autorizzate ma meno note) nel territorio russo.
Nel 1992 il Dendy veniva venduto in Russia al prezzo di 39.000 rubli, all'incirca tra i 70 e gli 80 dollari statunitensi. Si stima che nel 1994 le copie vendute fossero di 1 milione di unità, mentre si stima anche che nel 1996, anno della sua dismissione, fossero di circa 1,5 o 2 milioni di unità.

## Versioni
Era disponibile in due versioni differenti: oltre Dendy vero e proprio, detto anche il Dendy Classic e il Dendy Junior, che diedero inizio a una serie di restyling della macchina originale.